# Нові Денисовичі
Нові Денисовичі (біл. вёска Навия Дзінісавічы) — село в складі Крупського району Мінської області, Білорусь. Село належало Денисовицькій сільській раді, розташоване в східній частині області.
Рішенням Мінської обласної ради депутатів від 30 жовтня 2009 року, щодо змін адміністративно-територіального устрою Мінської області, село Великий В'язок підпорядковане Ухвальській сільській раді.